# Kvaslice
Kvaslice jsou malá vesnice, část města Klatovy ve stejnojmenném okrese v Plzeňském kraji. Nachází se asi devět kilometrů východně od Klatov. Kvaslice jsou také název katastrálního území o rozloze 2,49 km². V katastrálním území Kvaslice leží i Vítkovice.

## Historie
První písemná zmínka o vesnici pochází z roku 1379.

## Obyvatelstvo
| Rok            | 1869 | 1880 | 1890 | 1900 | 1910 | 1921 | 1930 | 1950 | 1961 | 1970 | 1980 | 1991 | 2001 | 2011 | 2021 |
| -------------- | ---- | ---- | ---- | ---- | ---- | ---- | ---- | ---- | ---- | ---- | ---- | ---- | ---- | ---- | ---- |
| Počet obyvatel | 48   | 42   | 42   | 43   | 46   | 52   | 47   | 30   | 31   | 27   | 17   | 6    | 7    | 8    | 9    |
| Počet domů     | 8    | 8    | 8    | 8    | 8    | 8    | 9    | 8    | 8    | 7    | 5    | 8    | 8    | 8    | 8    |

## Obecní správa
Při sčítání lidu v letech 1850–1975 Kvaslice byly osadou obce Habartice v okrese Klatovy. Od 1. července 1975 do 29. dubna 1976 byly částí obce Obytce v okrese Klatovy. Od 30. dubna 1976 jsou částí města Klatovy ve stejnojmenném okrese. Poté se Obytce opět osamostatnily, ale Kvaslice již zůstaly součástí Klatov.

## Galerie

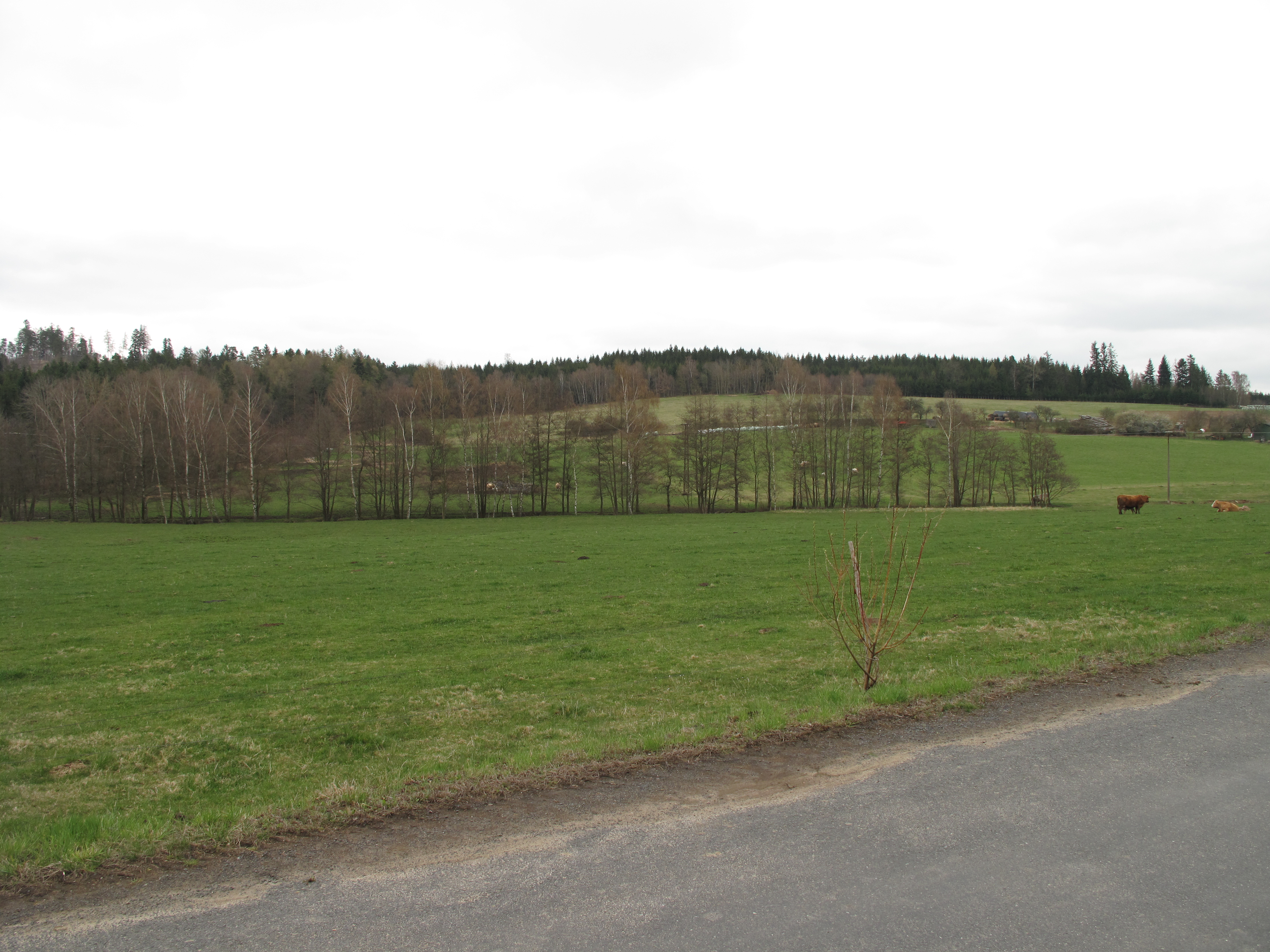
Pastviny v okolí
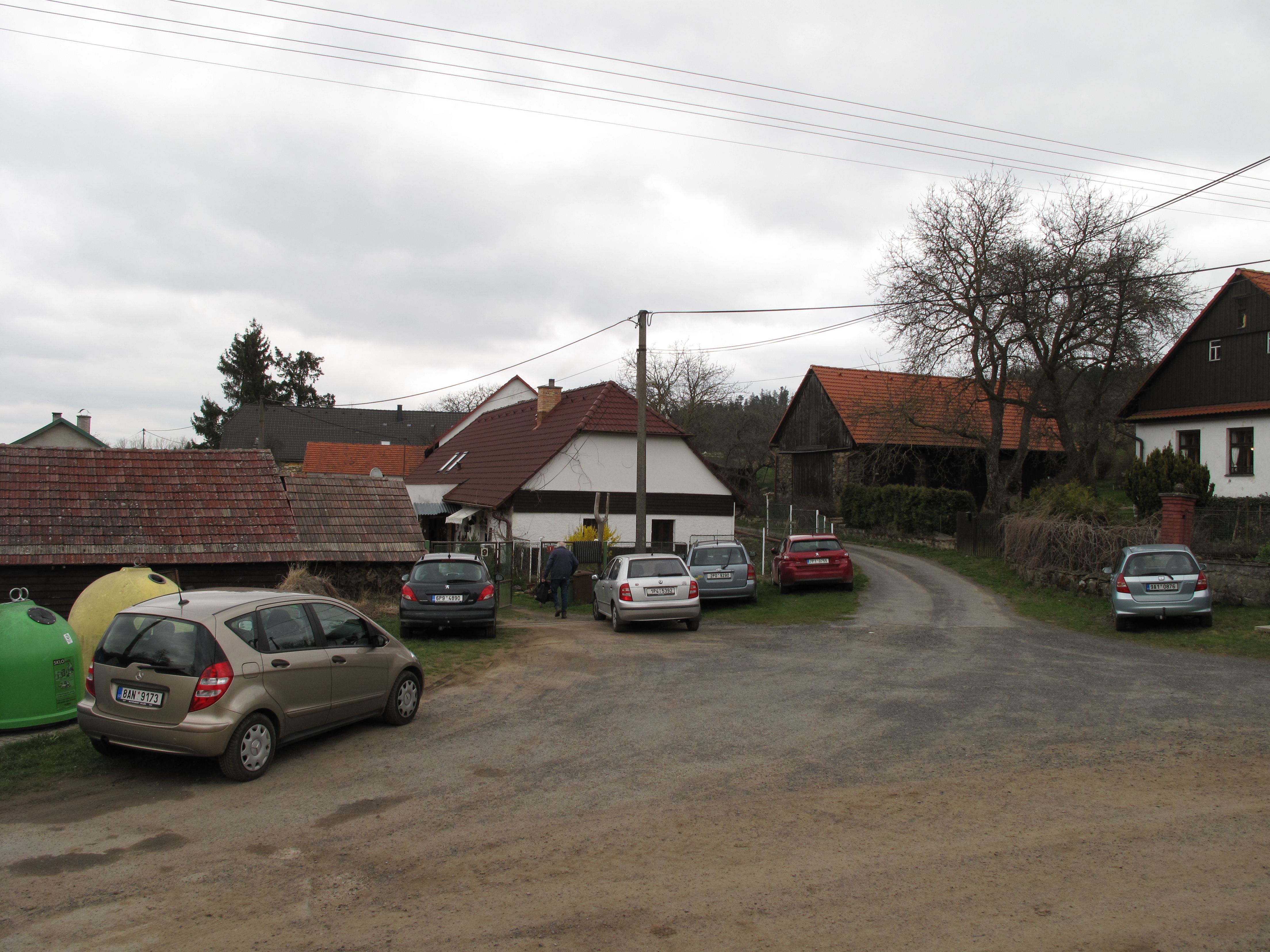
Náves
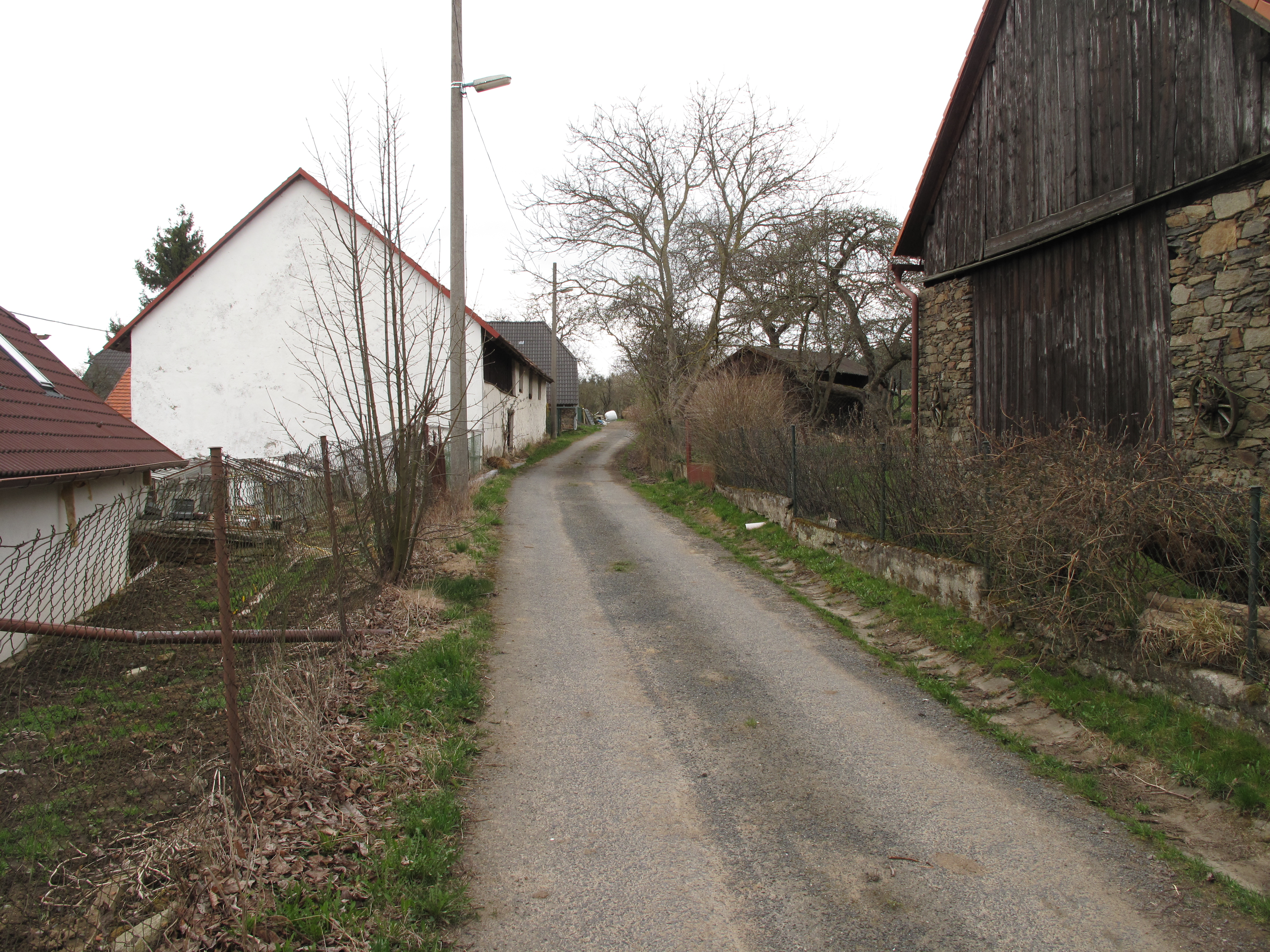
Cesta mezi domy